# Габовда Юрій Вікторович
Ю́рій Ві́кторович Габо́вда (нар. 6 травня 1989, Мукачеве, Закарпатська область, УРСР, СРСР) — український футболіст, півзахисник. Племінник футболіста Яноша Габовди.

## Кар'єра
Вихованець мукачівського футболу та Львівського училища фізкультури (тренер — Олег Родін).
В основному складі львів'ян дебютував 24 квітня 2010 у грі з київським «Динамо» (перемога 1:0), вийшовши на заміну на 90-ій хвилині. У матчі 1/16 Кубка України «Гірник-спорт» (Комсомольськ) — «Карпати» зробив хет-трик, а команда перемогла 5:0.
Підтримує дружні стосунки з львівськими фанатами, один з улюбленців ультрас «Карпат». Улітку 2011 підписав контракт із «Кривбасом» (Кривий Ріг) терміном на 1 рік.
Улітку 2012 перейшов до сімферопольської «Таврії». 11 березня 2014 року отримав статус вільного агента. Співпрацю між клубом та гравцем було припинено за згодою сторін.
26 березня 2014 року підписав контракт за схемою «2+2» із львівськими «Карпатами». Улітку того ж року «Карпати» та Габовда розірвали контракт.
2 лютого 2016 року офіційно став гравцем мінського «Динамо», де став футболістом основного складу. За підсумками сезону 2016 року став найкращим асистентом команди. У грудні 2016 року залишив «Динамо».
На початку 2017 року став гравцем «Руху» з Винник. У липні 2017 року не продовжив контракт і покинув розташування клубу.
З 7 серпня 2020 року по 3 березня 2022 року грав за  білоруський клуб «Торпедо-БелАЗ».